# Jacob Markiel
 (février 2013).
Si vous disposez d'ouvrages ou d'articles de référence ou si vous connaissez des sites web de qualité traitant du thème abordé ici, merci de compléter l'article en donnant les références utiles à sa vérifiabilité et en les liant à la section « Notes et références ».
Jacob Markiel, né à Łódź en 1911 et mort à Paris en 2006, est un peintre français d'origine polonaise.

## Biographie
Jacob Markiel est issu d'une famille modeste de Łódź et commence à travailler très jeune. Un jour qu'il dessinait son père le surprend, lui déchire ses dessins et lui hurle qu'il a le dibbouk en lui. Sa mère intervient et l'inscrit aux cours de dessins d'Isaac Brauner. Son enfance est marquée par cette rencontre décisive.
À l'âge de seize ans l'artiste Marek Szwarz le recommande auprès du critique d'art polonais le docteur Willem Fallek. Élève de l'école des beaux-arts de Cracovie, il obtient une bourse et arrive à Paris en 1933 dans le quartier de Belleville. Le sculpteur Naoum Aronson l’accueille et le présente au baron de Rothschild.